# فیدیاس

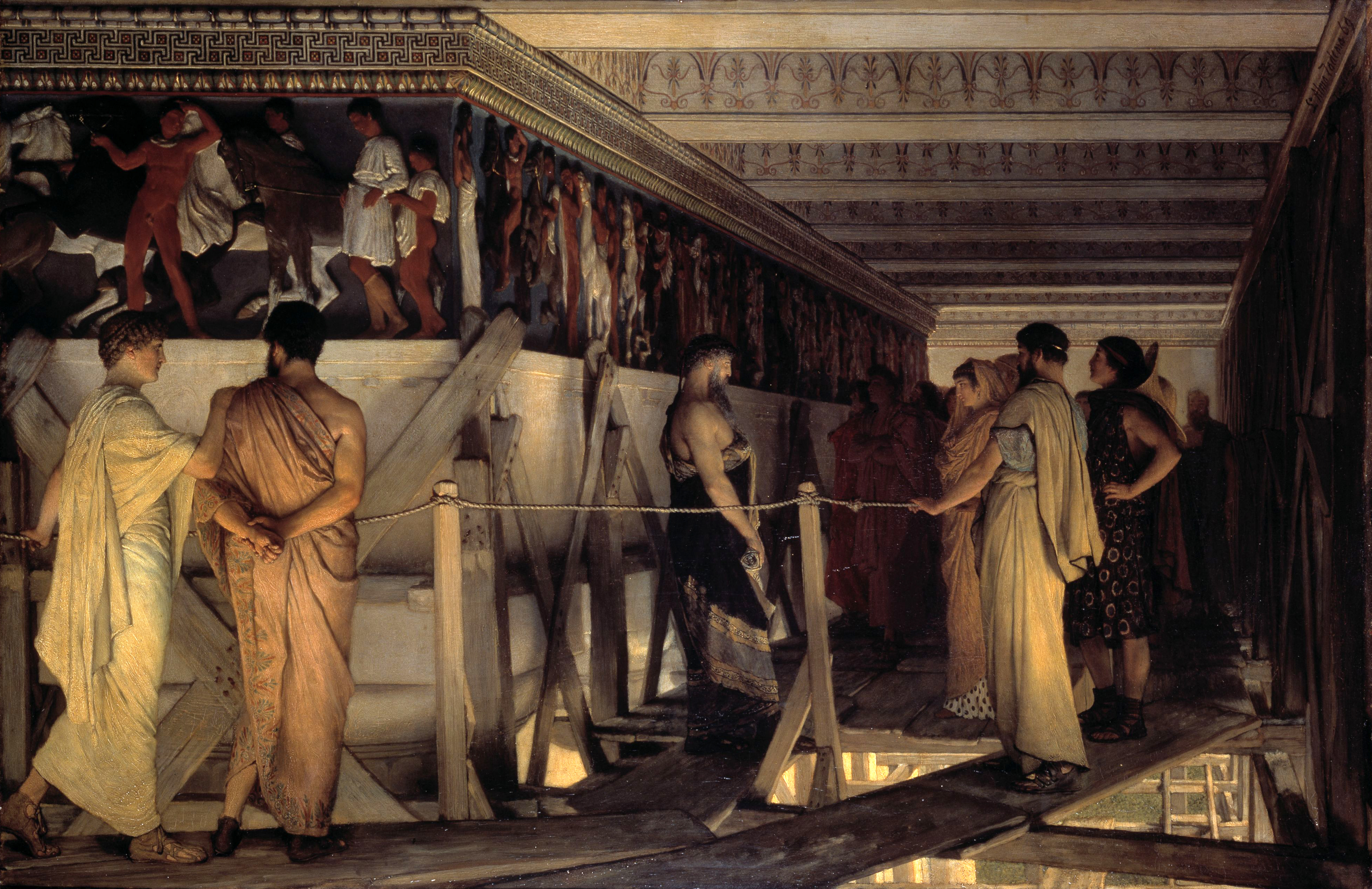
فیدیاس سنگتراشی‌های پارتنون را به دوستانش نشان می‌دهد.اثر لورنس آلمتادما در ۱۹۶۸ میلادی

فیدیاس (به یونانی باستان:Φειδίας) (زاده:۴۹۱-مرگ ۴۳۰ (پیش از میلاد)) پیکرتراش یونان باستان بود. او را به چشم برترین تندیس‌گر سبک کهن می‌نگرند. وی پسر خارمیدس بود.
او نیایشگاه آتنا را در آکروپولیس آتن و تندیس بسیار تنومند زئوس را در المپیا در سده پنجم پیش از میلاد مسیح طرح‌ریزی‌نمود. گویا اثرهای آتنی او به فرمان پریکلس ساخته شده‌اند.

## زندگی

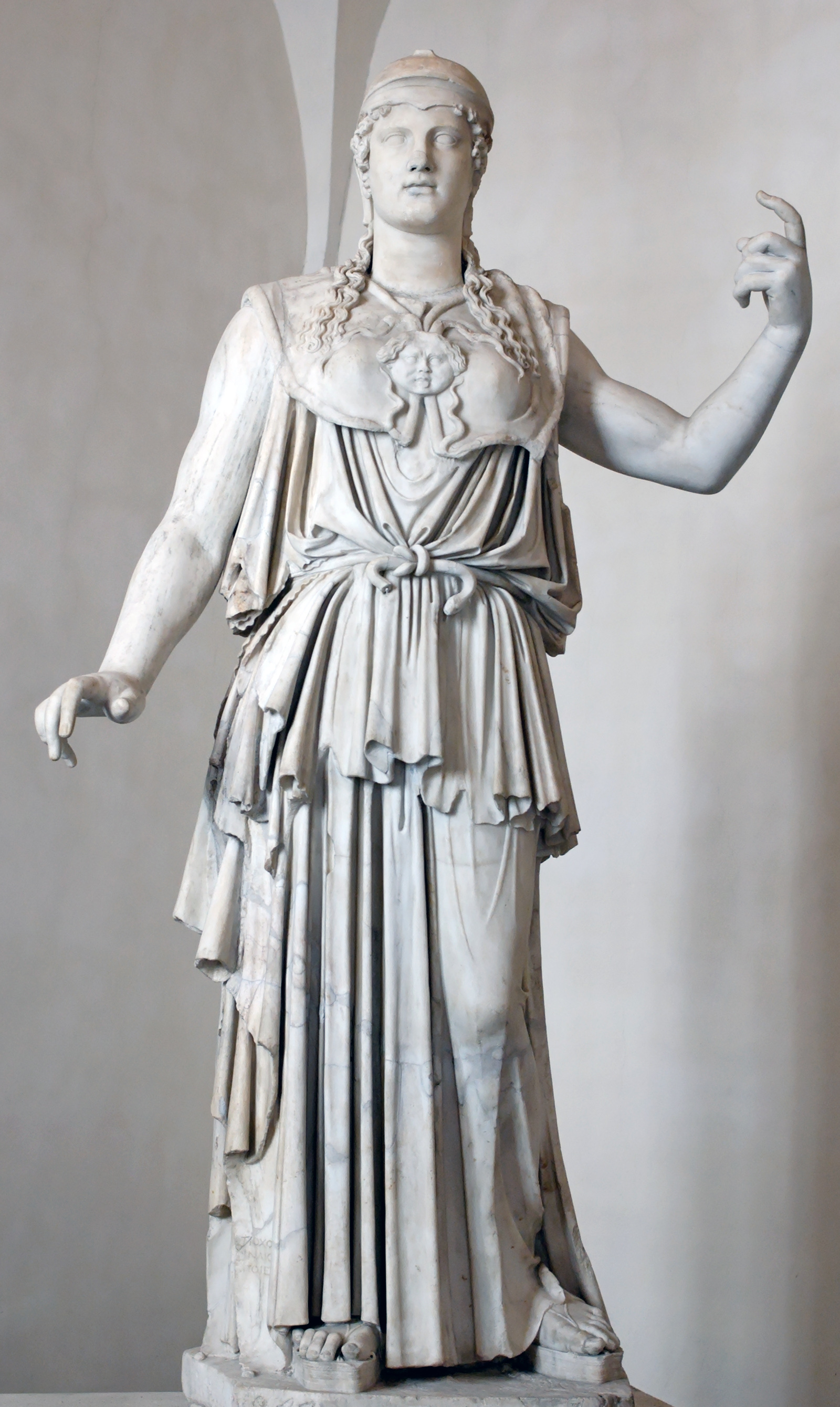
برداشتی آزاد از تندیس آتنا؛ از سده یکم پیش از میلاد با دستینه آنتیوخوس که در پالاتزو آلتیری شهر رم نگاه‌داشته‌می‌شود.

گزارش‌های گوناگونی دربارهٔ پرورش او به ما رسیده‌است. هگیاس، آگلاداس و تاسیان نگارگر پولیگنوتوس را استاد او دانسته‌اند. به حساب آگلاداس می‌توان گفت که آموزشگاه‌های دورین به‌حتم بر بسیاری از کارهای او اثرگذارده‌اند.
دربارهٔ زندگی او جدا از کارش کم‌می‌دانیم. از دو شاگرد او یاد شده‌است که او با هر دو رابطه عاشقانه و جنسی آنچنان که در یونان باستان رسم بود داشت؛ یکی آگوراکتیروس که برای پیکرتراشی نمسیس در رامنوس شناخته‌شده‌است. دیگری که استادش بدو دلبسته‌تر بود و پیوستگی نزدیکتری هم بدو داشت پانتارکس الیسی بود که در هشتادوششمین بازی‌های المپیک باستانی در ۴۳۶ (پیش از میلاد)در رشته کشتی برنده شده‌بود. از این پسر جوان برای مدل بخشی تندیس زئوس فیدیاس بهره‌برده‌بود. او متهم‌شده‌است که روی انگشت کوچک زئوس چنین حک‌کرده‌بود: پانتارکس زیباست.
دربارهٔ مرگ او پلوتارک گزارش می‌دهد که وی مورد خشم پریکلس قرارگرفته‌بود و در زندان وی مرد. هرچند این گزارش چندان درست نمی‌نماید. در گزارش دیگری فیلوخوروس برپایه گفتاوردی از حاشیه‌نویسی آریستوفان می‌گوید که او از زندان به سوی الیس گریخت. در آنجا او تندیس بزرگی از زئوس برای مردمان آن سامان ساخت و پس از آن به دست ایشان کشته‌شد. اگر بخواهیم گزارش پلوتارک را بپذیریم می‌توان گفت که او پس از پایان کارش در الیس به آتن بازگشته و در آنجا پس از پایان کار تندیس زئوس در المپیا دادگاهی شده و به زندان افکنده شده‌است.

## نگارخانه

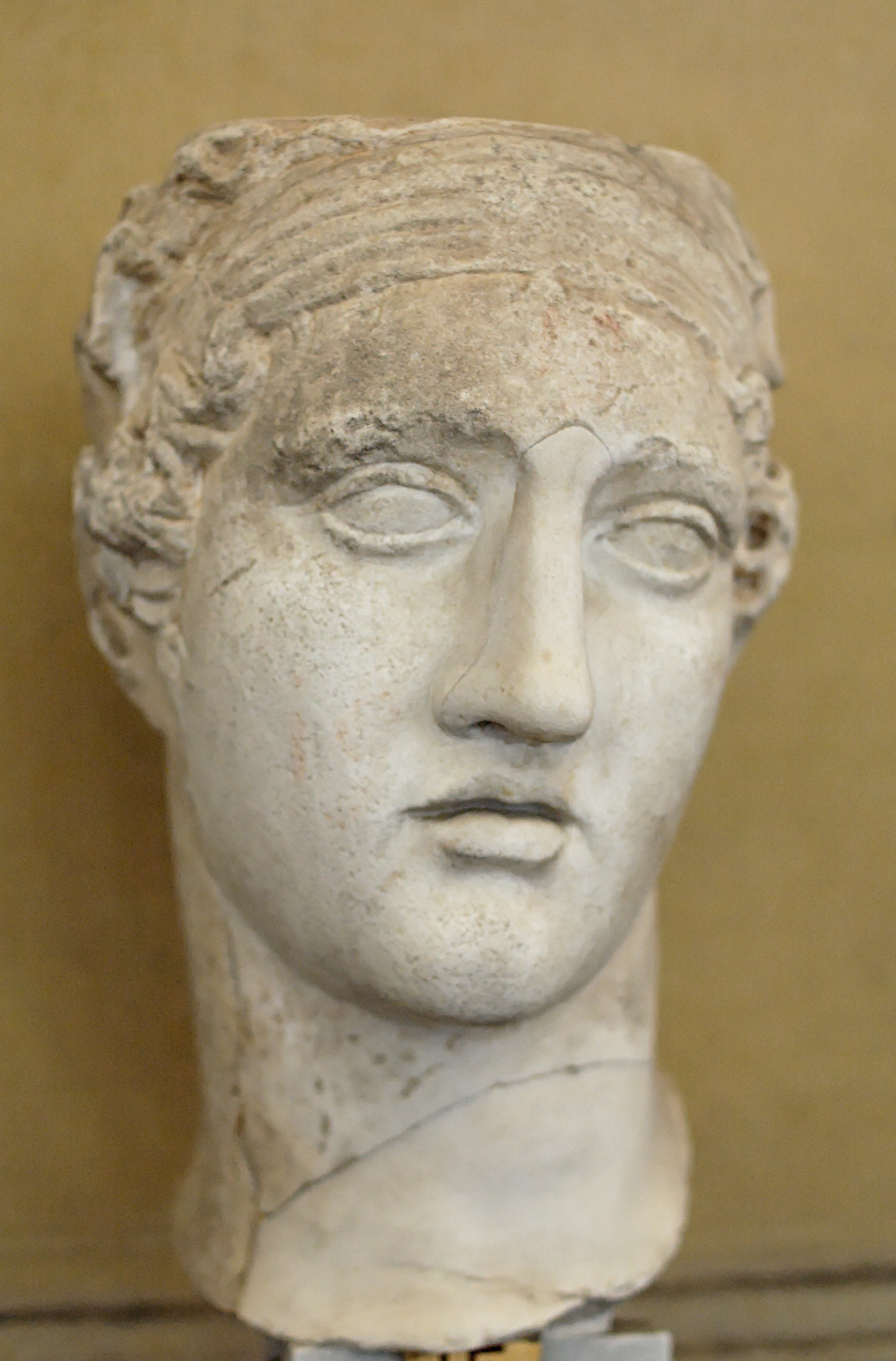
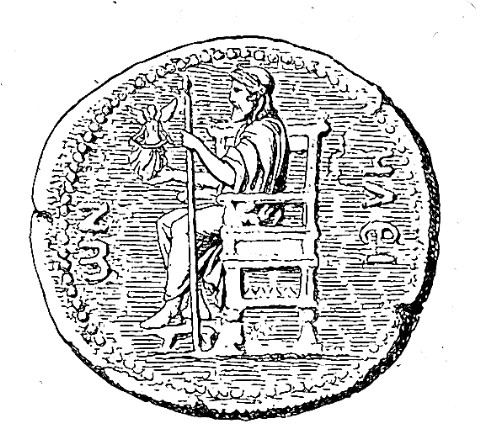
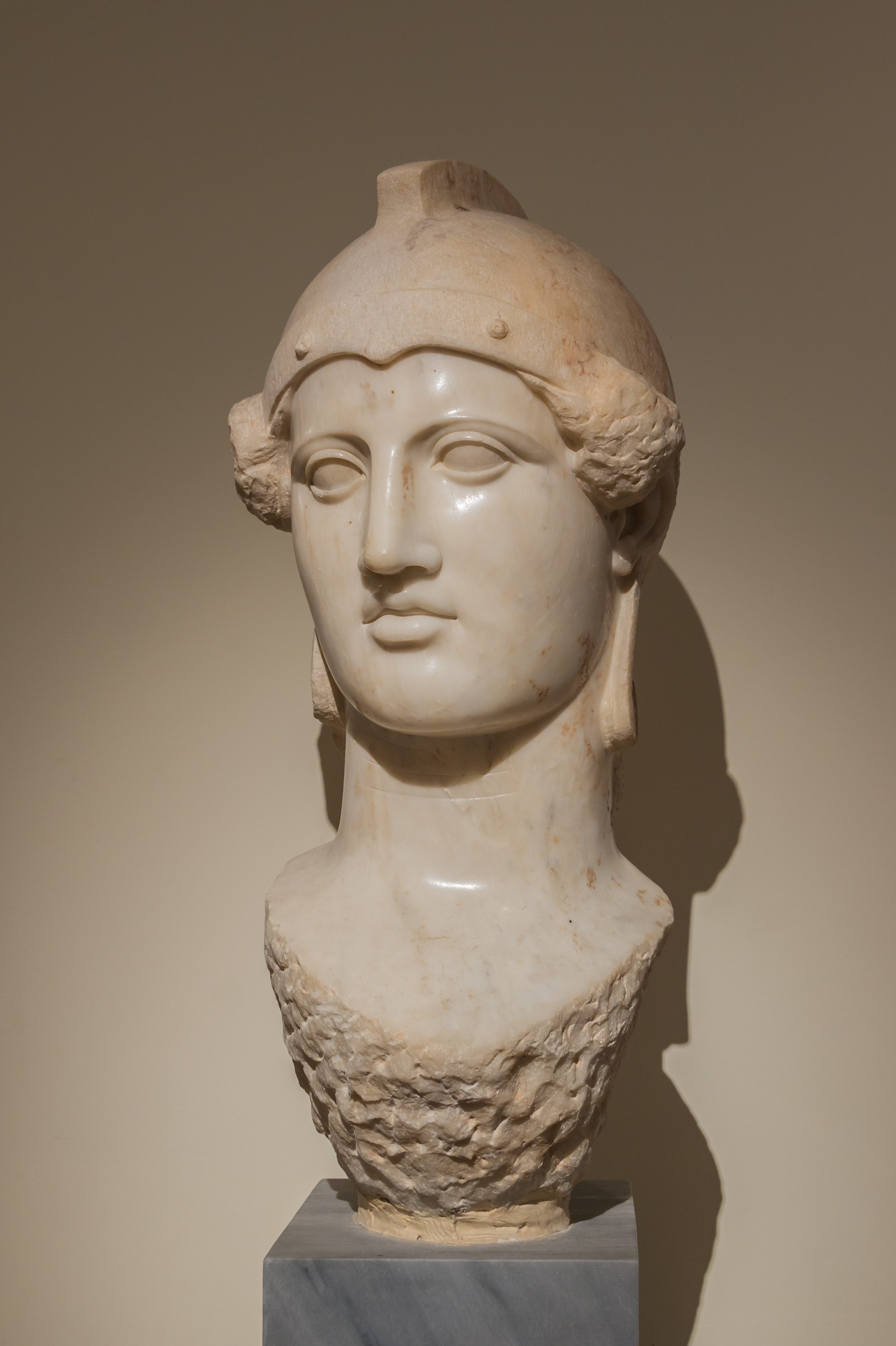
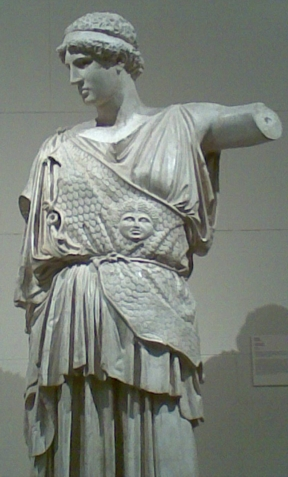
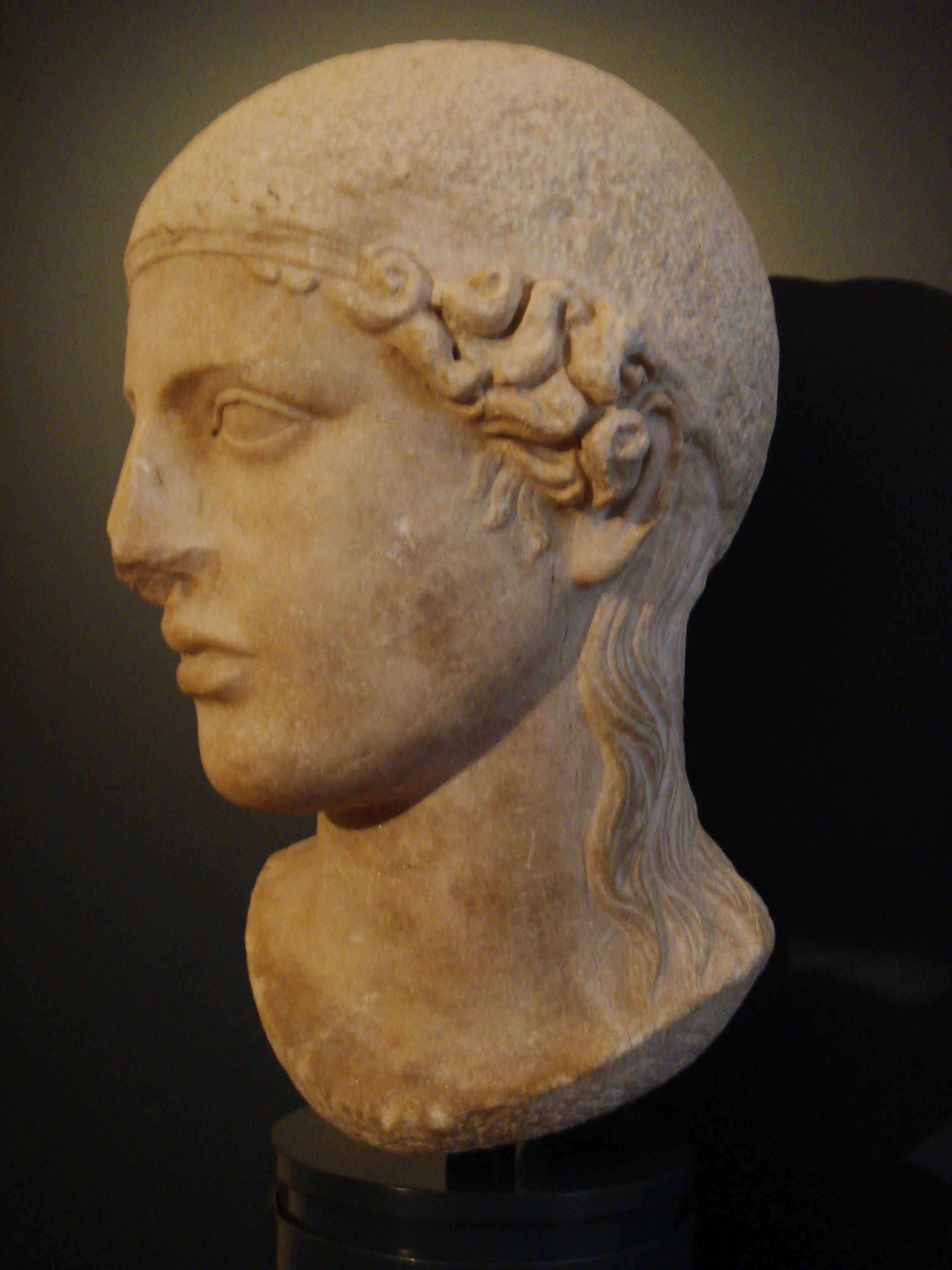